# Cristal Triangle
Cristal Triangle, connu aussi sous le nom Crystal Triangle: The Forbidden (Final) Revelation (禁断の黙示録 クリスタル・トライアングル, Kindan no Mokushiroku Crystal Triangle) au japon, est un film d'animation OAV de Seiji Okuda sorti en 1987 au Japon. 
Sur fond de guerre froide, mélangeant science-fiction , mysticisme et religion orientale et occidentale, ce film aborde les thèmes de conquête du pouvoir et du futur de l’humanité.

## Synopsis
Sur fond de guerre froide dans les années 1980, l'archéologue Koichiro Kamishiro et son équipe sont à la recherche d'un message perdu de Dieu destiné à l’humanité.
Il tombe sur deux triangles inscrits avec des signes anciens qui sont peut-être la clef du message. Une course-poursuite commence alors entre la CIA, le KGB et un réseau secret japonais pour mettre la main le premier sur ces artefacts et leur message.
Pendant ce temps, des moines bouddhistes de la tribu mystérieuse Hih- essayent eux aussi de mettre la main sur ce message avant tout le monde. Alors que les différents groupes convergent vers un site archéologique de l'île d'Hokkaido, la situation dégénère en conflit armé au point qu'une troisième guerre mondiale soit à craindre.
Les archéologues apprennent que tous les 26 millions d'années, une étoile de la mort, Némésis, vient à la rencontre de la Terre, semant destruction totale sur son passage, comme lors de l'extinction des Dinosaures.
Les moines Hih sont en fait des extra-terrestres maléfiques qui attendent le retour de Némésis pour régner à nouveau sur la Terre. Le site d'Hokkaido révèle un ancien vaisseau spatial, abritant Dieu sous la forme d'une larve géante extraterrestre qui délivre son message à Koichiro, un initié, avant d'être détruit.

## Personnages principaux
- Koichiro Kamishiro : un archéologue japonais
- Isao Murakami et Mina Katsuki : des assistants de K. Kamishiro
- Juneau Cassidy : un agente secrète de la CIA
- Grigori Effimovich / Urga : un archéologue russe, agent du KGB et petit-fils de Rasputin
- L'Ancien de Hakone : le dirigeant secret du japon.
- Miyabi Koto / Himiko : la reine et agent de la tribu Hih
- Kukai : le leader de la tribu Hih

## Fiche technique
- Titre : Cristal Triangle
- Réalisation : Seiji Okuda
- Scénario : Junki Takegami
- Character design : Toyoo Ashida,Kazuko Tadano
- Musique : Osamu Totsuka, Takeshi Ike
- Pays d'origine :  Japon
- Année de production : 1987
- Genre : science-fiction, aventure
- Durée :  86 minutes
- Dates de sortie française : 1991 (VHS, Dagobert Vidéo)

## Commentaires
- Cette œuvre a été critiqué pour blasphème dans lequel Dieu est représenté sous forme d'une larve géante.
- Dans la version américaine, l'action se déroule dans le South Brunswick, dans le New Jersey.
- Plusieurs personnages historiques sont mentionnés tel que Napoléon, Hitler et Raspoutine.
- Le film fait référence au Blackjack, un bombardier russe.
- Plusieurs sites et artefact archéologiques et historiques japonais sont mentionnés: Hakone, Aso, l'épée Muramasa, le temple de Mitsurin, le miroir Yata no Kagami.